# Stephan Rosinus
Stephan Rosinus, auch Stephanus Rosinus latinisiert aus Stephan Rösel, sein Beiname lautete Augustensis (* 1470 in Augsburg; † 10. März 1548 in Passau) war ein deutscher Humanist, Hochschullehrer und Diplomat.

## Leben

### Familie
Zur Herkunft von Stephan Rosinus liegen nur wenige Hinweise vor. Sein Vater war um 1500 zum zweiten Mal verheiratet und es gab mehrere Geschwister.
Er verwendete anfangs im Briefverkehr mit Conrad Celtis, den er an der Universität Ingolstadt kennengelernt hatte, seinen eigentlichen Namen in verschiedener Schreibweise als Rösslin, Röslein, Rosslen und erst während seiner Zeit in Wien häufiger die latinisierte Form als Rosinus, die er schließlich endgültig übernahm.
Seine Beisetzung erfolgte in der Andreaskapelle des Doms St. Stephan in Passau. Seine Grabinschrift lautet D 1548. 10. Mart. obiit Rds. Pr. Dns. Stephanus Rosinus, Decr. Dr., Patav. et Trident. Eccl. Canonicus, Praepositus in Habach et Sedis apostolicae Protonotarius.

### Ausbildung
Stephan Rosinus besuchte vermutlich eine der lateinischen Klosterschulen in Augsburg. Er verließ als Scholar bereits in jungen Jahren die Stadt und besuchte verschiedene deutsche Hochschulen, bei denen er sich an den vorherigen Besuchen von Conrad Celtis orientierte. Er besuchte seit 1490 die Hochschulen von Erfurt, Krakau, Ingolstadt und Wien. Er studierte die Artes, Mathematik, Astronomie, Römisches Recht und Theologie; 1492 promovierte er zum Baccalaureus artium.
Während seines Studiums an der Universität Erfurt hörte er unter anderem die Vorlesungen von Henning Göde, dem späteren juristischen Lehrer Martin Luthers, und er erlebte dort die Anfänge des Humanismus. Vermutlich verließ er nach dem Erwerb des Baccalaureus artium Erfurt und besuchte darauf die Universität Krakau, die seit dem 15. Jahrhundert zum deutschen Unterrichtsgebiet gehörte. Es befanden sich zu dieser Zeit zahlreiche Studenten an der Krakauer Universität, weil diese es verstand, ohne den scholastischen Traditionen des Mittelalters untreu zu werden, die wissenschaftlichen Neuerungen der Zeit zu vermitteln; insbesondere in den humanistischen Fächern sowie der Mathematik und Astronomie.
1496 promovierte er unter dem Dekanat von Michael Parisiensis (auch Michał Twaróg von Bystrzyków) zum Magister artium. Aus dem Briefwechsel mit Conrad Celtis geht hervor, dass er seinerzeit mit Johann Sommerfeld in Krakau verkehrte; zu seinen weiteren Kommilitonen gehörte auch Josef Grünpeck.
Die genaue Aufenthaltsdauer von Stephan Rosinus an der Universität Krakau ist nicht bekannt, aber 1498 erscheint er wieder in Augsburg, weil er auf Weisung seines Vaters das Studium beenden musste. Er bewarb sich an der dortigen Domschule, wurde jedoch durch den Domscholaster Christoph von Knöringen aufgrund seines Alters abgelehnt; die vorgelegten Empfehlungsschreiben von König Maximilian I. und Conrad Celtis erklärte Christoph von Knöringen für erschlichen.
Hierauf gestattete der Vater ihm ein weiteres Studium, allerdings knüpfte er daran die Bedingung, dass es sich um die Rechtswissenschaften handeln müsse, und stellte hierbei auch nur eine geringe finanzielle Unterstützung in Aussicht.
Am 23. Oktober 1498 immatrikulierte Stephan Rosinus sich an der Universität Ingolstadt und wendete sich am 25. Oktober 1498 brieflich an Conrad Celtis mit der Bitte um finanzielle Unterstützung, die dieser ihm offensichtlich gewährte. Er setzte nun, neben juristischen und theologischen Studien, das Studium der Mathematik fort. Er hörte unter anderem die Vorlesungen von Andreas Stiborius, mit dem er sich befreundete und dem er später nach Wien folgte.
Bereits nach einem Semester beendete er sein Studium an der Universität Ingolstadt und grüßte Conrad Celtis am 12. Mai 1499 in einem Brief aus Rom, wo er sich wegen eines Pfründengesuchs aufhielt; am 14. Juli 1499 befand er sich bereits wieder in Augsburg.
1500 hielt er sich erneut wegen einer Pfründe in Rom auf, die er darauf erhielt, jedoch ist nicht ermittelbar, um welche es sich handelte. Er kehrte darauf an die Universität Ingolstadt zurück und setzte sein Studium fort, bis ihn dort der Ruf der Universität Wien erreichte. Hierbei erfuhr er die Förderung durch Maximilian I., der sich für die Universität Wien besonders einsetzte und den Anstoß zu einer Reorganisation der Hochschule gab; Maximilian I. nahm auch vereinzelt Lehrer der Universität in seine persönlichen Dienste, zu denen auch Stephan Rosinus und Johannes Stabius gehörten.

### Aufenthalt in Wien
Für die mathematischen Wissenschaften gründete Maximilian I. zwei Lehrstühle. Hierzu erschien am 22. September 1501 Johannes Cuspinian, Superintendent der Universität, und verlangte im königlichen Auftrag, dass für zwei Mathematiker congrua loca (geeignete Stellen) gewährt werden sollten. Stephan Rosinus, der in derselben Sitzung als Magister aufgenommen wurde, erhielt auf Vorschlag von Conrad Celtis eine Professur als lector in mathematica regiae maiestatis; dazu hielt er auch noch Vorlesungen zur Astronomie. Er wurde hierbei durch die königlichen Räte Johann Krachenberger (1460–1518) und Johann Fuchsmagen (1450–1510) unterstützt; die zweite Mathematikerstelle blieb vorerst unbesetzt.
Weil nicht geklärt war, ob die beiden Mathematikerstellen an den königlichen Hof oder an die Universität angegliedert werden sollten, ging Stephan Rosinus im Auftrag der Universität vorerst an den königlichen Hof, allerdings wollte die Universität unter allen Umständen die neuen Stellen behalten und begann daher, für die Mathematiker ein neues Haus einzurichten. Es kam zu einem Kompromiss, sodass Stephan Rosinus an der Universität verblieb, die zweite Stelle jedoch wieder eingezogen wurde.
Unter seiner Leitung erlebte die Universität Wien, nach Georg von Peuerbach und Regiomontanus, eine zweite Blüte der Mathematik. Der kaiserliche Geheimsekretär Jakob Spiegel lobte ihn als begabt mit einzigartiger Vortrefflichkeit und Klugheit.
Während seines Aufenthaltes in Wien stand Stephan Rosinus in einem engeren Verhältnis zu dem Mathematiker Georg Tannstetter und dessen Schüler, dem späteren Reformator Joachim Vadian, in dessen Korrespondenz Stephan Rosinus häufiger erwähnt wurde.
Kurz vor seinem Tod verfügte Conrad Celtis am 24. Januar 1508 sein Testament und bestimmte hierbei zu Exekutoren Johann Krachenberger, Martin Capninius, Andreas Stiborius, Thomas Resch, genannt Velocianus, und Stephan Rosinus.
1514 gab er seine Professur auf und verließ Wien, um im Auftrag von Maximilian I. als kaiserlicher Geschäftsträger und Sollicitator nach Rom zu gehen; sein Nachfolger als Hochschullehrer wurde Georg Tannstetter.
In seiner neuen Aufgabe spielte Stephan Rosinus eine bedeutende Rolle in dem Gelehrtenstreit zwischen Johannes Reuchlin und Johannes Pfefferkorn, in dem er sich bei der Kurie für Johannes Reuchlin einsetzte; dies trug ihm nach dem gräzisierten Namen Johannes Reuchlins den Ehrentitel Capniophilus ein. Er wirkte auch auf Kaiser Maximilian stark zugunsten Johannes Reuchlins ein, so unterrichtete er 1515 den Kaiser zum Stand des Streits, als dieser für längere Zeit von Rom abwesend war.
Neben den Kardinälen Domenico Grimani und Hadrian, dem päpstlichen Bibliothekar Hieronymus Aleander und dem Prozessvertreter Johannes Reuchlins, Kaspar Wirt, stand Stephanus Rosinus in der ersten Reihe der Beschützer Reuchlins. Graf Hermann von Neuenahr gab 1517 die Verteidigungsschrift Defensio praestantissimi viri Joannis Reuchlin heraus, in der er unter den Beschützern von Johannes Reuchlins Ehre vor allem Kaiser Maximilian, die Kardinäle Grimani und Hadrian sowie Jakob Questenberg (1460–1527) und besonders Stephan Rosinus erwähnte.
Stephan Rosinus war auch auf dem Wiener Fürstentag 1515 vertreten und traf hierbei Johannes Stabius. Bei diesem Treffen entstand der Gedanke zur Herausgabe von Georg Peuerbachs Quadratum geometricum, das Stephan Rosinus gewidmet wurde.
In Rom pflegte er auch eine Freundschaft zu Johannes Goritz († 1527), genannt Corycius, der als Beamter der päpstlichen Kanzlei tätig war, zu Pietro Bembo sowie zu Jakob Questenberg, der sich seit 1486 in Rom aufhielt.
Er unterhielt eine gute Beziehung zur deutschen Nationalstiftung in Rom, dem Hospitium Teutonicum S. Mariae de Anima (siehe auch Päpstliches Institut Santa Maria dell’Anima), in deren Verbrüderungsbuch er sich am 16. Mai 1514 eintrug.

### Aufenthalt in Passau
Kurz nach dem Tod Maximilians zog Stephan Rosinus sich auf seine Pfründe in Passau zurück; aufgrund seiner Kenntnisse im Römischen Recht wurde er für diplomatische Angelegenheiten und kirchenrechtliche Prozesse verwendet. Er war auch ein Gegner der Reformatoren und nahm als Vertreter des Fürstbischof-Administrators an dem Reichstag von 1521 teil, auf dem die Reichsacht gegen Martin Luther verhängt wurde; hierüber berichtete er Joachim Vadian in einem Brief vom 7. Mai 1521.
1527 war er Mitglied der Untersuchungskommission im Prozess gegen den Reformator Leonhard Kaiser und 1529 wurde er zum Reichstag in Speyer (sie auch Reichstage zu Speyer#1529) als Passauer Gesandter abgeordnet. Er begleitete 1530 Herzog Ernst von Bayern auf den Reichstag zu Augsburg.
Am 10. Januar 1537 nahm er, gemeinsam mit dem Passauer Weihbischof Heinrich Kurz, an der Mühldorfer Konferenz der Salzburger Kirchenprovinz vom 10. bis 15. Januar 1537 teil.
1537 war er der Wortführer in einem Streit zwischen Ruprecht von Mosham und dem Passauer Domkapitel, das in Opposition zu Mosham stand. Mosham hatte das Ziel, den Antichristen zu vernichten, den er im Papst, in Martin Luther, Huldrych Zwingli und den Wiedertäufern sah; sein Ideal war die Zurückführung der Kirche auf Jesus Christus. Es wurden regelrechte Disputationen abgehalten, um zu beweisen, dass Ruprecht von Mosham ein Häretiker sei, um gegen ihn einen Prozess führen zu können. Nach einer Anklage durch Stephan Rosinus floh Mosham am 30. Oktober 1539 aus Passau und wurde erst 1542 festgenommen.
Stephan Rosinus löste 1542 den Salzburger Domdekan Ambros von Lamberg (1517–1551) als Sollizitator ab, als es um die Sicherstellung des Konzils von Trient ging, unter anderem auch weil er als dortiger Domherr ein Haus besaß und die Verhältnisse vor Ort kannte.
In Passau pflegte er Freundschaften unter anderem zu Kaspar Wirt, Ägidius Rehm, Hieronymus Meitting, Johannes Koler († 1538) und dem Nachfolger von Ruprecht von Mosham als Domdekan, Bernhard Schwarz (1501–1580).

### Pfründen und Titel
Stephan Rosinus erhielt durch den Kaiser 1513 ein Kanonikat bei St. Stephan in Wien; das Amt legte er 1528 nieder. 1513 wurde er als Propst von Habach bei Weilheim in Oberbayern im Bistum Augsburg sowie als Stiftspropst in Straßburg (Kärnten) erwähnt sowie 1515 als Kanonikus in Passau und Trient. Von 1519 bis 1525 war er Inhaber der Pfarrpfründe in Krems (Pfarrkirche St. Veit), Aicha vorm Wald, Thurmansbang und Reischach.
Er hatte für seine Tätigkeit in Rom vom Kaiser Maximilian verschiedene Präbenden erhalten.
Der Papst verfügte 1514, dass der Propst des Kollegiatkapitels Pfarrkirche Straßburg (Kärnten) in Straßburg, Johannes Rösler, zur Zahlung einer lebenslänglichen Pension von jährlich 60 Goldgulden an Stephan Rosinus verpflichtet wurde.
1515 erhielt er den Titel eines kaiserlichen Hofkaplans und wurde in Rom zum Apostolischen Protonotar ernannt.
Zum Schluss hat Stephan Rosinus auf sämtliche Pfründen bis auf Passau, Trient und Habach resigniert.

## Mitgliedschaften
Stephan Rosinus gehörte dem engeren Kreis, dem sogenannten Contubernium Sodalium, der von Conrad Celtis gegründeten Sodalitas litteraria Danubiana (siehe auch Sodalitas litteraria#Sodalitas litteraria Danubiana), die sogenannte Donaugesellschaft, an, in dem sich die zwölf Mitglieder beim Essen über wissenschaftliche Probleme unterhielten, Beiträge verlasen und Briefe auswärtiger Freunde beantworteten. 1506 ließ Johannes Cuspinian in seinem Haus zum steinernen Rössel in der Singerstrasse 10 in Wien eine Tafel anbringen, auf der die Namen der Contubernales verzeichnet waren, zu denen seinerzeit Conrad Celtis, Johann Krachenberger, Johannes Cuspinian, Johannes Stabius, Theoderich Ulsenius, ein Arzt aus Friesland, Andreas Stiborius, Gabriel Guetrater, genannt Eubolius, Wilhelm Pülinger, genannt Polymnius (1464–1534), der Leibarzt Maximilians I., Johannes Burger, Professor der Universität, der Historiker Ladislaus Sunthaym aus Ravensburg und die zwei Augsburger Stephan Rosinus und der Wanderarzt Heinrich Gradwohl, genannt Euticus († 1507), gehörten.
In Rom gehörte er einem literarischen Kreis an, zu dem ausschließlich Deutsche gehörten, die in einer kleinen Kolonie am Fuß des Palatin, der alten Velia, wohnten; zu diesem Kreis gehörten unter anderem Christoph von Suchten (1476–1519) aus Danzig, Stephan Rosinus, Ägidius Rehm aus Augsburg, Kaspar Wirt, Petreius Aperbach aus Erfurt, Michael Hummelberger aus Ravensburg und Caspar Ursinus Velius.

## Schriften (Auswahl)
- Practica teutsch magistri Steffani Rosslen von Augspurg zu wirden und eren der loblichen hohenschul zu Wien. Wien 1504.